# Charme
Charme (med undertiteln den moderna damtidningen) var en svensk tidskrift riktad till kvinnor, vilken utgavs var fjortonde dag under åren 1921–1933.
Tidningen utgavs på eget förlag baserat i Stockholm. Under 1925 innehöll tidningen den särskilda avdelningen Herrvärlden och hette då Charme och Herrvärlden. Schlagerkompositören Jules Sylvain var en kortare period 1930 ansvarig utgivare för tidningen, som 1930–1933 inrymde Charmes schlagerbilaga.

## Redaktörer
- 1921–1930: Agda Groth (tidigare Nordlöf)
- 1930: Ove Key-Åhusen
- 1930–1932: Gösta Holmström
- 1932–1933: Marga Lettström